# ノーフォーク島

ノーフォーク島
Norfolk Island
Norf'k Ailen

地域の標語：不明
地域の歌：国王陛下万歳
ピトケアン賛歌

ノーフォーク島（ノーフォークとう、Norfolk Island）は、太平洋にあるオーストラリア領の島。オーストラリアとニューカレドニアとニュージーランドの間に位置しオーストラリアの東、南緯29度02分、東経167度57分に位置する。面積34.6km2、人口2,210人（2014年）。主都はキングストン。

## 歴史

### 最初の住民
ノーフォーク島の最初の居住者は、バナナの木と石器を持ち込んで約1000年前の12世紀に住み着いた東ポリネシア人であった。彼らはある程度の期間居住したが、クックの発見までにいなくなった。1788年のイギリス人の島の入植以降、黒曜石や犬の歯やカヌーの残骸など幾つかの古代ポリネシア人が島に持ち込んだと思われる遺物が発見されていたが、いつどういう事情で絶えたか、あるいは退去したかは不明であった。1999年にノーフォーク島にあるエミリー・ベイとセメンタリー・ベイで発見された古代ポリネシア人が住んでいたと思われる居住跡から、発掘作業にあたっていた考古学者によると居住跡の黒曜石の石片や貝殻や魚や鳥の骨などの遺物の発見の分析から約800年から1450年の間にノーフォーク島に住んでいたとされており、またエミリー・ベイ付近でポリネシア人の集会所のマラエが発見されている。東ポリネシアからケルマデック諸島経由でノーフォーク島に移住し一期的に居住にしていたとされている。ノーフォーク島で26個の黒曜石の石片が発見されており、ケルマデック諸島とニュージーランド北島東岸のマイヤー島（en:Mayor Island / Tūhua）でも多くの黒曜石の石片が採掘されている事から、島で物々交換による交易がされていた可能性も指摘されている。

### 発見と第一次植民
1774年にジェームズ・クックが発見。ノーフォーク公夫人メアリー・ハワード (ノーフォーク公夫人)(メアリー・ブラント)がクックに航海で発見した島に、自分の名を名付けて欲しいと頼んでいたので、クックはノーフォーク公である彼女の敬意からノーフォーク島と命名した。クックが上陸した時、島は無人だった。クックらは岸辺に亜麻が密生し、内陸を松の木（ノーフォークマツ）が覆っているのをみて、この島が海軍の資材補給地として有望だと考えた。
報告を受けたイギリスは、本国から遠く離れた船舶に資材を供給する拠点としてノーフォーク島に期待をかけた。マオリ人の抵抗がみられたニュージーランドと異なり、無人であることもよかった。本国政府は、このような適地を他の列強に占領されるとやっかいなので、オーストラリア植民のついでに先手を打って押さえてしまおうと考えていた。かくて1788年にポートジャクソンから囚人が移送され、オーストラリアのニューサウスウェールズと共にイギリスの流刑地となった。
人口は1788年4月に23人だったが、1794年7月には1149人（うち囚人は443人）に達した。だが、亜麻と見えたのは別種のマオランで、品質面で劣った。ノーフォーク松は船舶のマストに向かないことが判明した。かつ、天然の良港を欠き、港湾施設は不備なままで、植民地としての将来は暗かった。人口は1804年から次第に減少し、1814年に放棄された。

### その後
1825年に再開され1856年までに流刑地として存続し続けた。オーストラリアが流刑地でなくなるに従いノーフォーク島も流刑地でなくなり、1856年にバウンティ号の反乱者の子孫194人がピトケアン島から移り住み、それ以来ピトケアン島民がノーフォーク島の主要な定住者となった。オーストラリア本土から島への移民は第二次世界大戦後に増加した。1913年にニューサウスウェールズ州に代わってオーストラリア連邦政府が管理する特別地域になり、1979年にはノーフォーク島法により立法評議会が設立された。2015年5月12日にオーストラリアの下院によりノーフォーク島の立法評議会の廃止が採決され、2016年7月にノーフォーク島の自治法は廃止された。立法評議会に代わってノーフォーク島地域評議会が設置された。
2021年12月8日にオーストラリア政府は、ノーフォーク島地域評議会を解散し今後3年間は中央政府から派遣された行政官による完全な直接統治へ切り替えることを決定した。これに対し評議会代表であったロビン・アダムス知事はオーストラリア政府を非難した。

## 政治
1979年よりノーフォーク島法により立法評議会が設置された。住民は島の独自性を保つことを望んでおり、オーストラリア政府との間には簡単にいかないところがある。1991年にはオーストラリア連邦ニューサウスウェールズ州の一部になる事を拒否した。しかし、オーストラリアの下院は2015年5月12日にノーフォーク島の立法評議会側の意向を無視する形で、ノーフォーク島の自治法案の廃止を強行採決で可決した。これはノーフォーク島の行政サービスなどが貧弱だとの理由で、ノーフォーク島の独自の立法・行政権を廃止し、ニューサウスウェールズ州の法律が適用される一般の地方自治体に置き換える法案である。
廃止となったノーフォーク島の立法評議会に代わり、ノーフォーク島の行政の管理権は、オーストラリア総督が任命した行政官が行う事となった。
2016年に廃止された立法評議会に代わってノーフォーク島地域評議会（Norfolk Island Regional Council）が設置されたが、立法評議会に比べると権限が縮小されている。また評議会議員選挙の遅れを理由に地域評議会は2021年12月8日に廃止された。これにより島民は自らの代表を選出することができなくなった。
しかし、ノーフォーク島民の約70%近くが現状維持の島独自の自治権を持つ事を望んでおり、島民の発言権を無視した行為だと、オーストラリア政府に反発している。島民はオーストラリア政府に対して、自治権を残す事を要求し、大規模な抗議デモが行われ2015年にノーフォーク島の自治権を守る「ノーフォーク・アイランド・ピープル・フォア・デモクラシー(NIPD) 」と言う団体が国際連合に対しノーフォーク島を国際連合非自治地域リストに登録するように求めている。
また島民の一部ではオーストラリアからの独立を主張する声があり、2013年に当時、ノーフォーク島の議会議長兼首席大臣だったリーズ・スネルは、ノーフォーク島は単独で生き残る事が出来ると主張。ピトケアン島のバウンティ号の反乱者の末裔でもあるスネルはノーフォーク島とピトケアン島の人々は自分自身の自己決意として権利を持っていると、ラジオ・オーストラリアで語り、オーストラリアとの将来の関係は明白ではなかったと、オーストラリアからの独立を主張していた。またノーフォーク島の元首相で「ノーフォーク・アイランド・ピープル・フォア・デモクラシー(NIPD) 」の代表アンドレ・ノブスは2017年8月にノーフォーク島はオーストラリアよりニュージーランドとの関係性が強いとして、ニュージーランドの領土として自由連合のクック諸島やニウエの様な関係を築いた方が良いと主張し、国連で主張するとしている。

## 地理

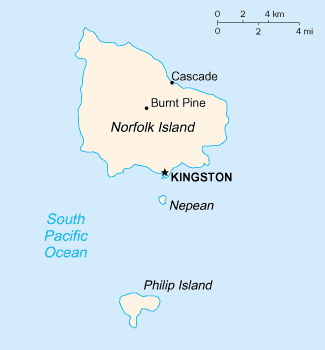
ノーフォーク島の地図

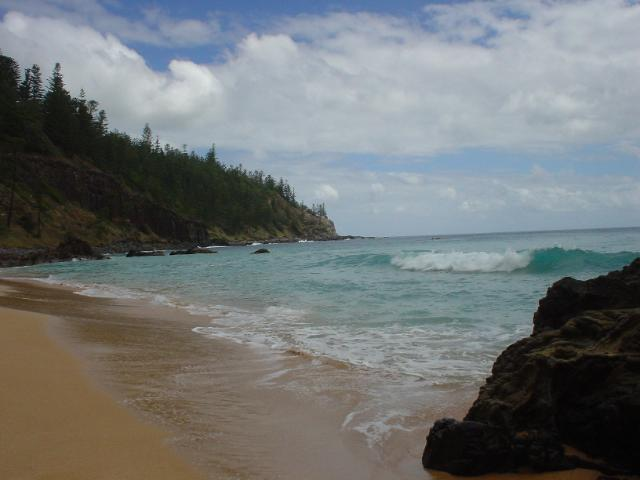
アンソン・ベイ（2006年1月）

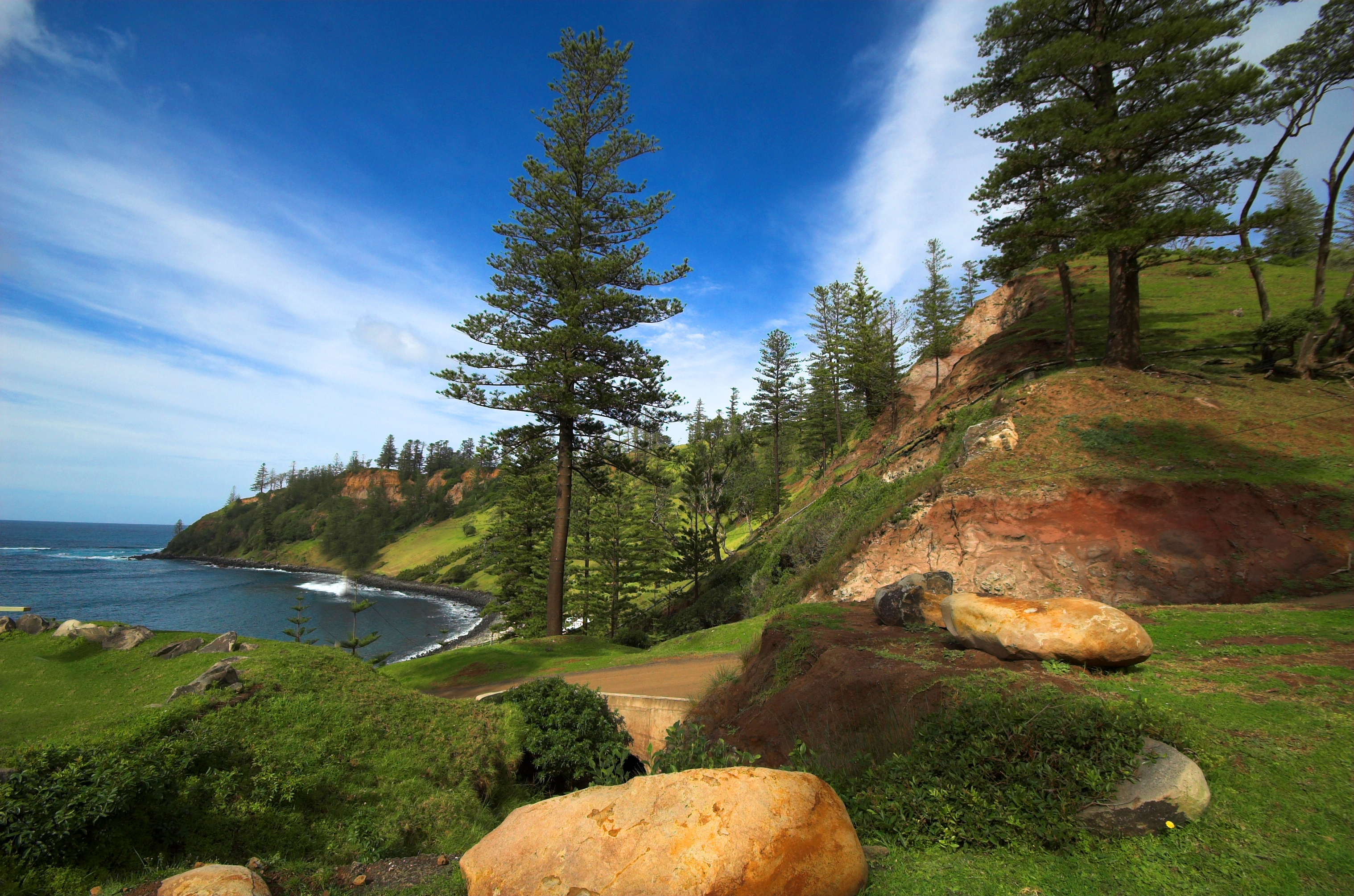
島に生えるノーフォークマツ（2006年8月）

太平洋に位置する火山性の島で、オーストラリアの東、ノーフォーク島は南緯29度02分、東経167度57分に位置し、ニュージーランドの北島からもオーストラリア本土より近く、ニューカレドニアの南に位置する。約6キロメートル南のフィリップ島、1キロメートル南のネピアン島、および岩礁からなる小さな群島の主島である。ノーフォーク島以外は現在無人で、ノーフォーク島の国立公園の一部になっている。
島の北部は標高の低い山地で最高地点のベイツ山（318m）とピット山（316m）がある。島の南部は標高の低い緑豊かな丘が多く牧草が多い。ノーフォークマツ（別名パインツリー）と言う島の特産のマツが島のあちらこちらに生い茂る。
主な町は島の南海岸の湾に主都のキングストン（Kingston）で人口の大半はここに集中している。後は南西の空港近くの湾にロッキー・ポイント（Rocky・Point）とロングリッジ（Longridge）、島の中央部にバーント・パイン（Burnt Pine）とミドルゲート（Middlegate）、北西のアンソン湾にアンソン・ベイ（Anson Bay）、東にスティールス・ポイント（Steeles Point）、ピット山近くの北西のカスケード湾にカスケード（Cascad）などの集落の村々がある。

気候は亜熱帯海洋性で穏やかで温暖な気候なため過ごしやすい。年間降水量は1100mm前後で4月から8月の雨季に特に多く降り、湿度も高くなる。冬は夏より雨は少なく晴れた日が多いが風が多く強風が吹く事もある。季節による気温の変化は、10度を下回る事はあまり無く28度を上回る事もあまりない。ただし、記録された最低気温で6.2度にまで下がった事がある。よって島全体の気候は6.2度から28度である。日中の平均気温は20度で、夜間は16度ぐらいであり、夏の平均気温は24度ぐらいで冬は19度ぐらいである。

## 経済
島の生活水準は高い。観光が盛んで1970年代から観光業が重要な産業になっており、観光客が急増している。これに従い労働市場が開拓された。観光客の増加により、人口は1961年の844人から年々増加している。主作物には柑橘類、コーヒー、バナナなどで果物や野菜の輸入は禁止され現地で栽培されている。牛の酪農、畜産も行われており、牛肉は地元産で輸入されている。ワインの生産も行われツー・チムニーズ・ワインはノーフォーク島を代表するワイナリーである。1956年には捕鯨の基地が島に造られたが、1962年以降は休止している。島の経済活動はこれまでオーストラリア政府に頼らずノーフォーク島の自治政府が独自に管理して行って来た。島の生活水準は基本的に高いものの、ここ何年かは島の財政難を抱えており、2016年7月の自治政府廃止後はオーストラリア政府が島の経済の管理を行う。

## 交通
島の西にノーフォーク島空港があり、シドニーとブリスベンからの直行便がある。
島には港施設が無く、キングストンとカスケードに島の港的役割を果たしている荷積みの桟橋が2か所あるが、貨客船のような補給船は接岸できない。船は桟橋近くの海上で一旦停泊し、島民がかつて使っていた捕鯨ボートを使って補給船から貨物を運び出し、貨物を積んだボートが桟橋に戻ったら、クレーン車で荷揚げする。しかも、どちちの桟橋を使うかは天候にも左右される。そのため、貨物の輸送システムが島の課題となっている。桟橋自体が老朽化していることもあって、改修の話もあるが、資金などコストの問題があって進んでいない。
島にある80kmの道路は最高時速50kmと決められており、地元の法律により島内で放し飼いにされている牛に道を譲る事となっている。

## 住民
住民はピトケアン島から来たバウンティ号の反乱者の末裔（イギリス人水夫とポリネシア人の混血）とオーストラリアとニュージーランドから来た白人などである。
言葉は公用語が英語だが、ノーフォーク語（イギリス西部地方の英語とゲール語と現地語であるポリネシア語の混成言語）を話す。
宗教はキリスト教がほとんどである。

## 文化
ノーフォーク島といえばパインツリーともいわれるノーフォークマツ（ノーフォーク松）が有名である、オーストラリアやハワイのラナイ島などにも見られるが、原産地は、ここノーフォーク島であり、島のあちらこちらでこのスギが見られるし、ノーフォーク島の旗にも描かれている。クックはノーフォーク島に来た時、丈夫で大きく見事なこのマツに感心して、ノーフォークマツで新しいマストを作ってエンデバー号の壊れたマストに替え、再び航海に出た。ノーフォークマツは現在、島の重要な輸出材でもある。
島の主都キングストンは流刑地として発展した。ジャッキー・ジャッキーやオーストラリアで有名なアウトローネッド・ケリーの息子ジョン・レッド・ケリーら犯罪者はノーフォーク島に送られた。イギリスの南太平洋の植民地ではオーストラリアのシドニーに続いて2番目に古い植民地だった。
第二次世界大戦中にアメリカ海軍に従軍したアメリカの小説家ジェームズ・A・ミッチェナーは、体験小説『南太平洋物語』の章の一つをノーフォーク島に設定した。
オーストラリアの女性作家コリーン・マッカラはノーフォーク島に魅せられてノーフォーク島に移り住んだ。

## 生物
ノーフォーク島には、以下の鳥類が固有種として生息している。人間の諸活動や外来種のために生息数が激減し、絶滅したり、絶滅が危惧されている種類がある。
- ノーフォークカラスモドキ* （Aplonis fusca, w:Norfolk Starling）EX（絶滅種）
- キムネカカ* （ w:Norfolk Island Kaka ）EX（絶滅種）
- ノーフォークバト* （ w:Norfolk pigeon ）EX（絶滅種）
- ノーフォークメジロ* （Zosterops albogularis, w:White-chested White-eye）CR（絶滅寸前種）
- ノーフォークインコ* （Cyanoramphus cookii, w:Norfolk Island Parakeet）CR（絶滅寸前種）
- ノーフォークセンニョムシクイ* （Gerygone modesta, w:Norfolk Island Gerygone）VU（絶滅危惧種）